# Iridium (спътник)
Iridium е серия спътници, използвани за предаване на говор и данни. Спътниците се намират на ниска орбита, благодарение на което в качеството на клиентско оборудване в едноименната система за връки се използват достатъчно компактни спътникови телефони. Голямото количество спътници осигурява покритие на цялата повърхност на земното кълбо. Собственик на групата от спътници е компанията Iridium Communications, като тя се занимава и с производството на клиентско оборудване.
За нормална работа на системата са необходими 66 активни спътника, като освен тях на орбита се намират и известно количество допълнителни апарати с цел оперативна замяна на отказали спътници. Спътниците са разположени на ниски орбити с височина около 781 km и наклон 86,4°, и с период на обиколката примерно 100 минути. Орбиталната скорост възлиза на около 27 000 km/h. Всеки спътник поддържа връзка със съседните му спътници чрез приемопредаватели в Ka диапазона. Всеки спътник може да поддържа до четири междуспътникови канала: два към спътниците отпред и отзад в същата орбитална плоскост и два със спътници в съседните плоскости от двете страни. В отделни моменти спътниците Iridium могат да дават много ярки отблясъци на небето (до -9 зв. вел.), ставайки звездообразни обекти, трети по яркост след Слънцето (-26 зв. вел.) и Луната (-12 зв. вел.).
Първоначалната група от 66 основни и 6 резервни спътника е пусната в течение на 12 месеца и 12 дни, между 5 май 1997 и 17 май 1998 г., като всичките 15 изстрелвания са напълно успешни. Използвани са четири типа ракети-носители:
- Делта II
- Протон
- Великия поход-2C
- Рокот

## Следващо поколение
Към 2015 г. е завършена разработката на спътника Iridium NEXT – второ поколение на системата, съставена от 66 основни и 6 резервни спътника.